# Ludzieniewicze (przystanek kolejowy)
Ludzieniewicze (biał. Людзяневічы, ros. Людиневичи) – przystanek kolejowy w miejscowości Bierazina, w rejonie żytkowickim, w obwodzie homelskim, na Białorusi. Leży na linii Homel - Łuniniec - Żabinka. Nazwa pochodzi od pobliskiej miejscowości Ludzieniewicze.